# Lofofora Williamsova
Lofofora Williamsova (Lophophora williamsii), česky též ježunka Williamsova nebo peyotl, je druh kaktusu pocházející ze Severní Ameriky. Vyskytuje se v části Mexika a na jihozápadě Texasu. Je známá především pro své halucinogenní účinky.
Je domorodci zvaná též peyotl (což doslova znamená „zámotek brouka“). Obsahuje různé alkaloidy (asi 40), hlavní halucinogenní složkou je meskalin (až 0,58 %). Její vypěstování trvá cca 20 let.

## Význam
Aztékové používali označení „peyotl“ pro tělo malého a nenápadného kaktusu Lophophora williamsii. Kaktusy, známé též jako „meskalové knoflíky“, obsahují kromě dalších třiceti alkaloidů halucinogenní meskalin, který navozuje pocity tělesné a duševní pohody provázené pestrobarevnými, kaleidoskopickými vidinami. Peyotl roste jen v Texasu a severním Mexiku v extrémně suchých a kamenitých pouštních podmínkách. Sbírá se tradičním způsobem, a to tak, že se odřízne jen ta část kaktusu, která vyčnívá nad zemí, a hlavní kořen se nechá nedotčený v zemi, aby z něj mohly vyrůst další kaktusy. Šedozelená korunka peyotlu se pak usuší nebo se sní syrová, někdy se z ní uvaří čaj. Sušený peyotl si své účinky uchovává po celý rok, protože aktivní látky peyotlu nejsou těkavé. Jako „meskalové koláčky“ se sušené vrcholky peyotlu také posílají do míst, kde kaktus neroste.[zdroj?]

## Další rostliny
Lophophora diffusa se liší nepatrně vzhledem vyspělých rostlin a především odlišným areálem výskytu. Vyspělé kusy mají více šedozelenou, někdy až žlutozelenou barvu s nejasnými (difusními) žebry. Květy jsou asi 2,5 cm dlouhé, holé, světle narůžovělé až nažloutlé. Má odlišné chemické složení, 90 % z obsahu alkaloidů je ve formě sedativně působícího pellotinu, halucinogenního meskalinu je pouze stopové množství.
Lophophora fricii je další, vzhledově velmi podobná rostlina. Hlavní složkou je alkaloid pellotin, požití vede k otravě.

## Varování
Požití rostlin pěstovaných ve sbírkových sklenících vyvolává silnou nevolnost. Může způsobit otravu a není vyloučena ani smrtelná otrava. Rostliny pěstované v klimatických podmínkách mírného pásu při nedostatečném slunečním záření mají nízký obsah narkotického alkaloidu mezkalinu, ale obsah ostatních nepříznivě působících alkaloidů je dostatečný k vyvolání nevolnosti až otravy. Rostliny navíc v tělních šťávách obsahují dlouhopůsobící systémové chemické postřiky používané na ochranu proti škůdcům. Zatímco v domovině jsou areály výskytu narkotického peyotlu a ostatních toxických druhů oddělené, ve sbírkách se pěstují vedle sebe. Rostliny mohou být špatně určené a též dochází k hybridizaci toxických a narkotických rostlin.
L. diffusa a L. fricii obsahují jako hlavní alkaloid pellotin, činí 60 až 95 % obsahu alkaloidů. Pellotin nemá halucinogenní účinky, je však výrazně neurotoxický. Otrava pellotinem se podobá otravě strychninem. Smrtelnou dávku může obsahovat jedna větší rostlina L. fricii. Smrt nastává během několika hodin ve velmi bolestných křečích.[zdroj?]
Český cestovatel, etnograf, botanik, publicista a svérázný myslitel Alberto Vojtěch Frič (1882–1944) napsal knihu O kaktech a jejich narkotických účincích. V této knize popisuje některé vlastní i cizí meskalinové zážitky, tehdejší články z odborného tisku a své vlastní etnografické poznatky z cesty do Mexika. Kniha vyšla i v reprintu.